# مذيلات كثيرة النقط
مذيلات كثيرة النقط (الاسم العلمي:†Dacentrurinae) هي أسرة منقرضة من الزواحف تتبع فصيلة الستيغوصورات من رتبة طيريات الورك.

## أجناس مذيلات كثيرة النقط
- مذيلة كثيرة النقط
- زاحفة ميراغايا
- أدراتكليت